# Palácio Pitti
Palácio Pitti (Palazzo Pitti) é um grande palácio renascentista de Florença. Está situado na margem direita do rio Arno, a pouca distância da Ponte Vecchio. O aspecto actual do palácio data do século XVII, tendo sido originariamente (1458), projectado por Filippo Brunelleschi, ou pelo seu aprendiz Luca Fancelli, como residência urbana de Luca Pitti, um banqueiro florentino. Foi comprado em 1539 pela Família Médici, para servir de residência oficial dos Grandes Duques da Toscânia. Já alojou importantíssimas famílias para além dos Médici, como os Lorena, os Bourbon, os Bonaparte e os Saboia.
Agressivo e robusto este palácio criou um novo estilo palaciano renascentista. O Palácio Pitti, como protótipo do estilo palaciano renascentista, prescinde, evidentemente, da torre defensiva, típica nas casas senhoriais da Idade Média. Para proteger a mansão, Brunelleschi inspira-se na arquitectura romana, recorrendo a paredes muito grossas e a janelas pequenas e muito elevadas. Deste modo, Brunelleschi cria um palácio robusto, moderno e agressivo. O pátio do palácio, projectado por Ammannati, é um exemplo da arquitectura maneirista florentina. Na decoração dos muros, Ammannati recria um esquema clássico, com colunas, no estilo dórico, jónico e coríntio, e arcos que se sucedem, criando um efeito óptico do qual, a parede, parece sobressair.
Foi ampliado consideravelmente no século XVI (de 1557 a 1566) por Bartolomeo Ammannati que, a mando de Dona Leonor de Toledo, esposa do conde Cosme I de Médici, Grão-Duque da Toscana, converteu um palácio inacabado num complexo palácio dividido em três alas. Porém, na primeira metade do século XVII, Giulio e Afonso Parigi encarregaram-se de ampliar o palácio novamente, mas desta feita, somente na parte frontal. Esta foi também a última ampliação do palácio.
No século XIX, o palácio foi usado como base militar por Napoleão Bonaparte, e de seguida serviu por um curto período de tempo como residência oficial dos reis da Itália. No início do século XX, o Palácio Pitti, juntamente com o seu conteúdo, foi doado ao povo italiano por Vítor Emanuel III; por esse motivo, as suas portas foram abertas ao público e converteu-se numa das maiores galerias de arte de Florença. Hoje em dia, mantém-se como museu público, mas as suas colecções iniciais foram ampliadas.

## História

### Origens

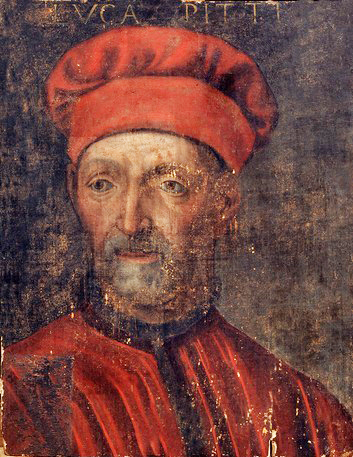
O banqueiro Luca Pitti iniciou os trabalhos no palácio em 1458

A construção deste severo e imponente edifício foi encomendada em 1458 pelo banqueiro florentino Luca Pitti (1398-1472), amigo e aliado de Cosme de Médici. O início da história deste palácio é uma mistura de mito e realidade. Diz-se que Luca Pitti queria construir um grande palácio capaz de suplantar o Palazzo Medici Riccardi, dando precisas instruções sobre o tamanho das janelas (estas deviam ser maiores que o pórtico do Palazzo Medici Riccardi). Ilustres personalidades como Vasari, mantiveram que Filippo Brunelleschi foi o verdadeiro arquitecto do palácio e que o seu aprendiz Luca Fancelli realizou simplesmente a tarefa de um ajudante. Actualmente, atribui-se o desenho do palácio a Fancelli.
Além das óbvias diferenças estilísticas entre ambos os arquitectos, Brunelleschi morreu doze anos antes do início das obras do palácio. O desenho e a posição dos vãos sugerem que Fancelli tinha mais experiência em arquitectura utilitária doméstica que nas regras do humanismo, definidas por Alberti no seu manual De Re Aedificatoria.

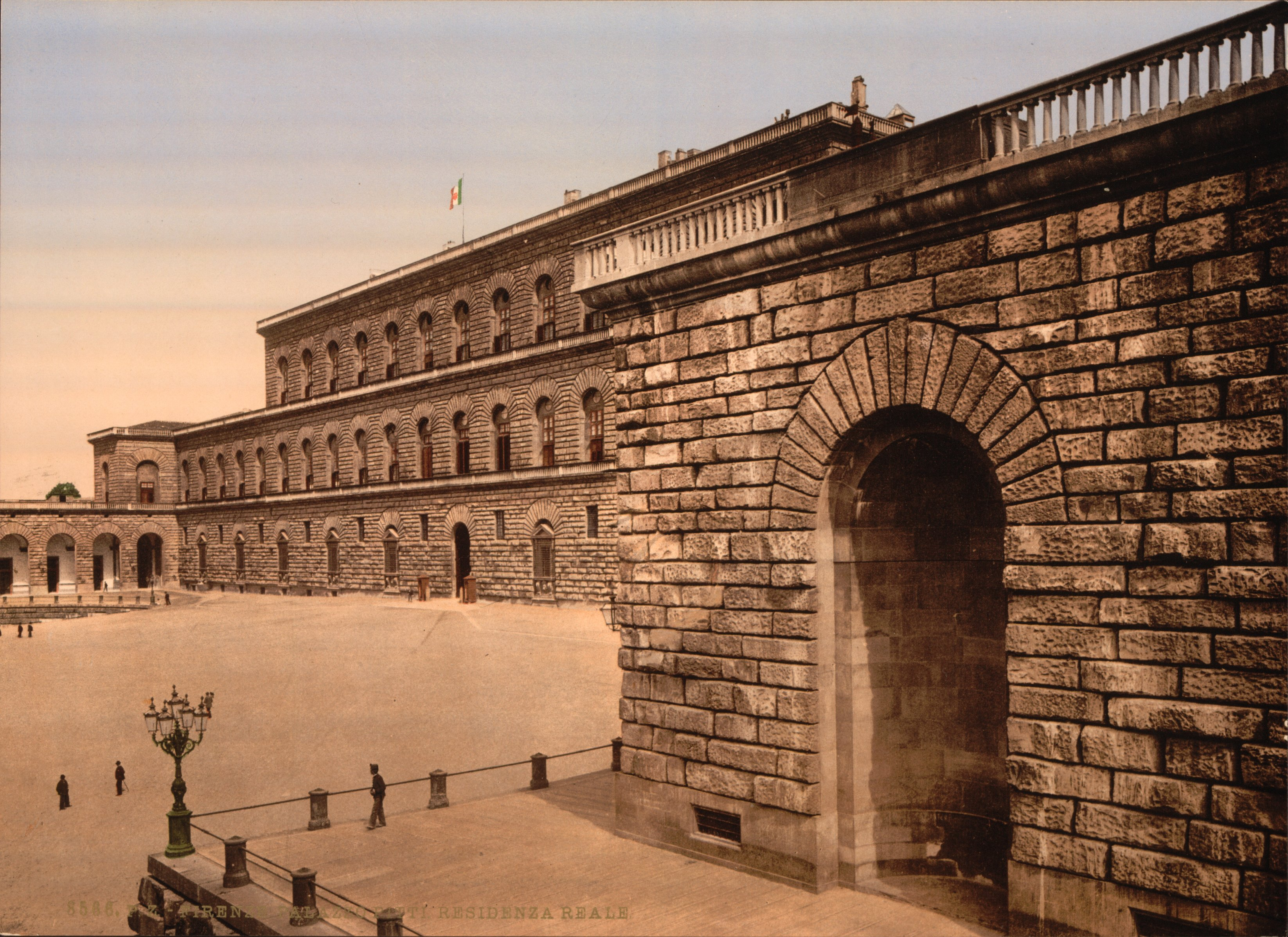
Palácio Pitti, no início do século XX, também conhecido na época como A Residência Real por ter sido residência do Rei da Itália entre 1865 e 1871, quando Florença foi a capital do reino.

O palácio original, embora impressionante, não logrou rivalizar em termos de tamanho e conteúdo com a magnificência das residências da família Médici. O arquitecto ia em contracorrente em relação à moda da época, pois a alvenaria acumulada da pedra reforçada pela repetição de vãos e arcadas dão ao edifício uma aparência severa e dura, que recorda um aqueduto do Império Romano (arte all'antica). Este desenho original superou o avanço do tempo, pois a fórmula da sua fachada manteve-se durante as sucessivas ampliações do palácio, estendendo a sua influência em numerosas imitações durante a sua época e nas recriações do século XVIII.
Os trabalhos do palácio pararam devido aos incidentes financeiros sofridos por Luca Pitti provocados pela morte de Cosmo de Médici, em 1464, permanecendo o edifício incompleto aquando da morte do banqueiro, em 1472.

### Os Médici

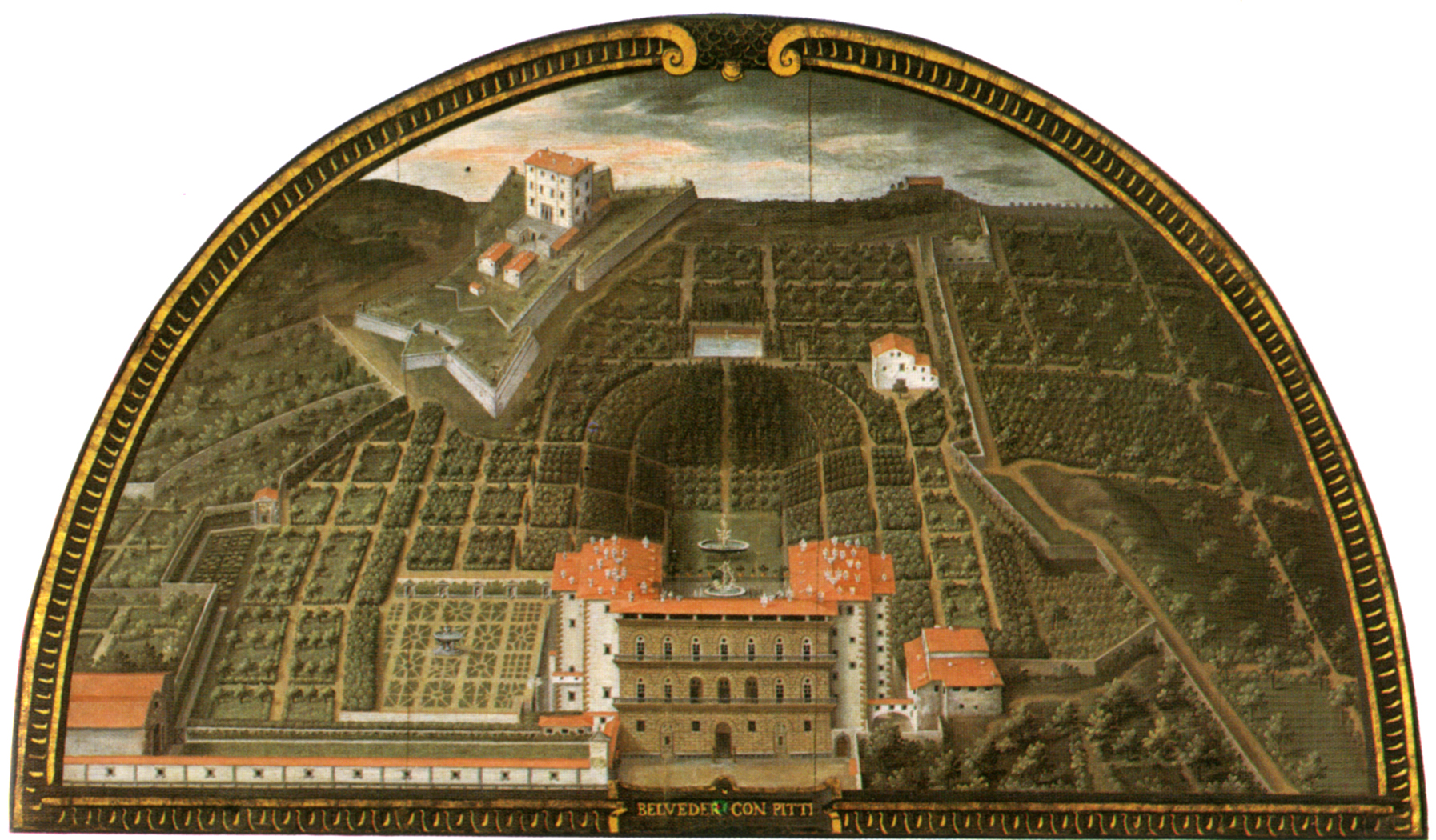
Luneta pintada em 1599, por Giusto Utens, para a Sala das Villas da Villa Medicea di Artimino, reproduzindo o palácio original, os Jardins do Bóboli e o anfiteatro dominados pelo Forte Belvedere.

O edifício foi vendido, em 1549, por Buonaccorso Pitti, descendente de Luca, a Leonor de Toledo, esposa do grão-duque Cosme I, e que havia sido educada na luxuosa corte de Nápoles. Ao mudar-se para o palácio, Cosme I encomendou a Vasari a ampliação do edifício para adequá-lo aos seus gostos e necessidades. O tamanho do palácio aumentou consideravelmente, tendo sido construído um passadiço elevado desde a antiga residência real, o Palazzo Vecchio, atravessando os Uffizi e a Ponte Vecchio, até ao Palácio Pitti. Este passadiço recebeu o nome de Corridoio Vasariano (Corredor Vasariano). Isto permitia ao grão-duque e à sua família deslocar-se, facilmente e de uma forma segura, entre a sua residência oficial e o Palácio Pitti.

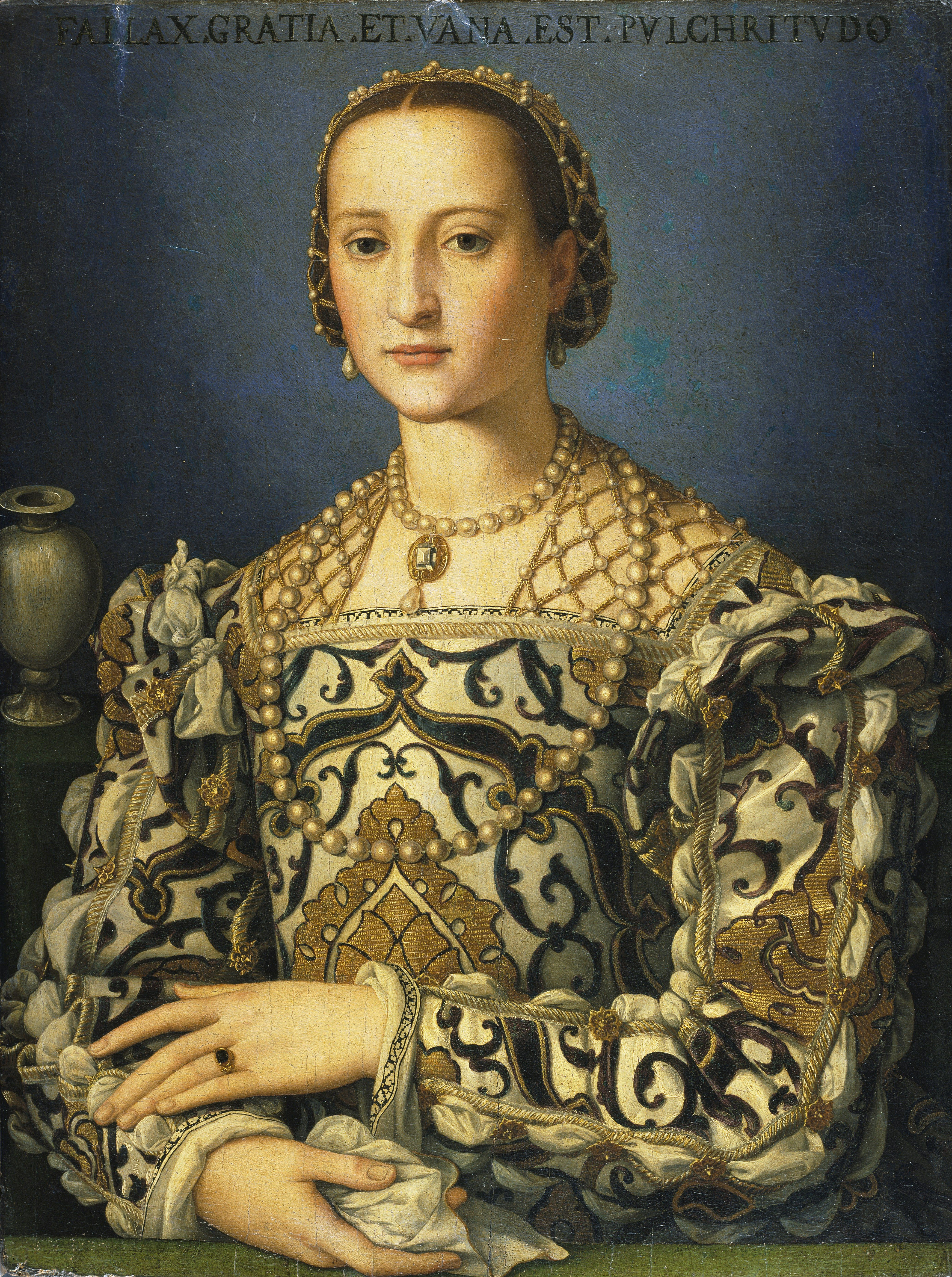
Leonor Álvarez de Toledo,
por Agnolo Bronzino, 1562
A grã-duquesa adquiriu o palácio à família Pitti em 1549

Inicialmente, este palácio foi usado, essencialmente, para alojar hóspedes oficiais e, ocasionalmente, funções da corte, enquanto a principal residência dos Médici permanecia no Palazzo Vecchio. Foi somente durante o reinado do filho de Leonor de Toledo, o grão-duque Fernando I de Médici e da sua esposa, Cristina de Lorena que o palácio foi ocupado a tempo inteiro e se tornou casa da colecção de arte dos Médici.
Inicialmente, este palácio foi usado, essencialmente, para alojar hóspedes oficiais e, ocasionalmente, funções da corte, enquanto a principal residência dos Médici permanecia no Palazzo Vecchio. Foi somente durante o reinado do filho de Leonor de Toledo, o grão-duque Fernando I de Médici e da sua esposa, Cristina de Lorena que o palácio foi ocupado a tempo inteiro e se tornou casa da colecção de arte dos Médici.Foram adquiridos uns terrenos ao fundo do palácio, na colina do Bóboli, para criar um grande parque, os Jardins do Bóboli. Os paisagistas que trabalharam neste projecto foram Niccolo Tribolo e Bartolomeo Ammannati. O desenho original do jardim rodeava um anfiteatro, situado por trás do corps de logis do palácio, no qual se representavam teatrais de dramaturgos do nível de Giovanni Battista Cini para a culta corte florentina, com elaborados cenários desenhados pelo arquitecto da corte, Baldassarre Lanci.

## Ocortilee extensões

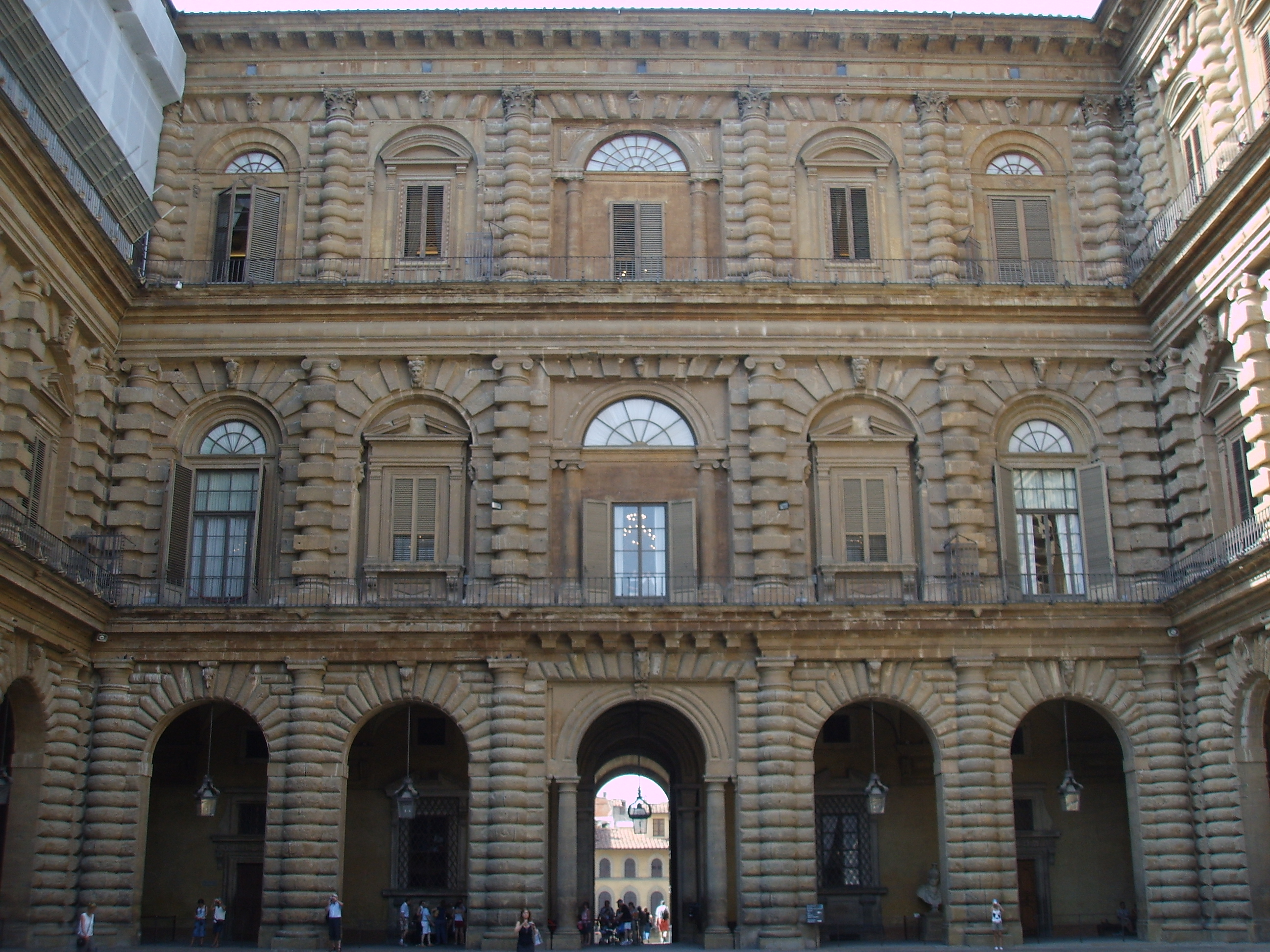
A fachada Sul do cortile (pátio) interior.

Com o projecto do jardim em boas mãos, Ammanati voltou as suas atenções para a criação de uma grande praça imediatamente por trás da fachada principal, para ligar o palácio com o seu novo jardim. Para que estivesse ao mesmo nível da praça, foi necessário escavar na ladeira da colina de Bóboli. A alvenaria acanalada deste pátio viria a ser largamente copiada, nomeadamente no palais parisiense de Maria de Médici, o Palácio de Luxemburgo. Ammanati também criou as finestre inginocchiate na fachada principal, substituindo as reentrâncias em cada extremo. Entre os anos 1558 e 1570, Ammanati criou uma monumental escadaria, que permitiu aceder com maior pompa ao piano nobile, e acrescentou duas alas na fachada do jardim, as quais rodeavam o recém criado pátio. Do lado do jardim, Amannati construiu uma gruta chamada de Gruta de Moisés devido à estátua do profeta que ali está instalada, e no terraço por cima desta, ao nível das janelas do piano nobile, criou uma fonte centrada no eixo; esta foi mais tarde substituída pela Fontana del Carciofo ("Fonte da Alcachofra"), desenhada pelo antigo assistente de  Giambologna, Francesco Susini, e finalizada em 1641.
Em 1616, foi aberto um concurso para desenhar as ampliações à principal fachada urbana, mediante três módulos em cada extremo, cujo vencedor foi Giulio Parigi. Os trabalhos na ala Norte começaram em 1618 e na Sul em 1631, estes últimos a cargo de Alfonso Parigi.
Durante o século XVIII, foram construídas duas alas perpendiculares, desenhadas pelo arquitecto  Giuseppe Ruggeri, a fim de criar uma praça central em frente da fachada, protótipo do cour d’honeur (pátio de honra), logo copiado em França. Muitas outras alterações e adições de menor importância foram feitas ao longo dos anos, sob diferentes governantes e a cargo de arquitectos diversos.

### Casas de Lorena e Saboia

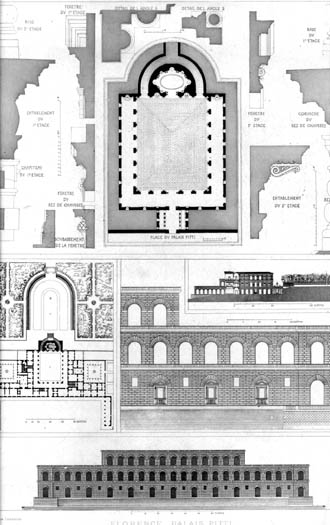
Desenho arquitectónico e planta novecentista

O palácio foi a residência principal dos Médici até a morte, em 1737, do último herdeiro varão, o grão-duque João Gastão de Médici, sendo ainda ocupado brevemente pela sua irmã, Ana Maria Luísa de Médici, cuja morte iria pôr fim à ilustre linhagem. A propriedade passou, então, para as mãos dos novos duques, membros da Casa de Lorena, na pessoa do imperador Francisco I. A posse do palácio por parte dos Habsburgos foi brevemente interrompida por Napoleão Bonaparte, o qual utilizou o palácio como residência durante o seu domínio da Itália.
Quando em 1860, a Toscânia se tornou numa província do Reino de Itália, o palácio converteu-se em propriedade da Casa de Saboia. Depois do Risorgimento, enquanto Florença serviu por pouco tempo como capital do reino, o rei Vítor Emanuel II utilizou o edifício como residência, até 1871. O seu neto, Vítor Emanuel III doou o palácio à nação em 1919.
O palácio e outros edifícios situados dentro dos Jardins do Bóboli foram divididos em cinco galerias de arte e um museu, os quais albergam a maior parte do seu conteúdo original e diversas aquisições estatais. As 140 salas abertas ao público pertencem às ampliações do núcleo original realizadas nos séculos XVI e XVII. Conservam-se interiores antigos e adições posteriores, como o "Salão do Trono". No ano 2005, foram descobertos uns banhos do século XVIII, que mostram a instalação de canalizações muito semelhantes às dos sanitários actuais.

## Galerias do Palácio Pitti
O Palácio Pitti é, actualmente, o maior complexo museológico de Florença. O edifício palatino, habitualmente denominado corps de logis, tem uma superfície de 32 000 metros quadrados, e está dividido nas várias secções citadas abaixo.

### Galeria Palatina

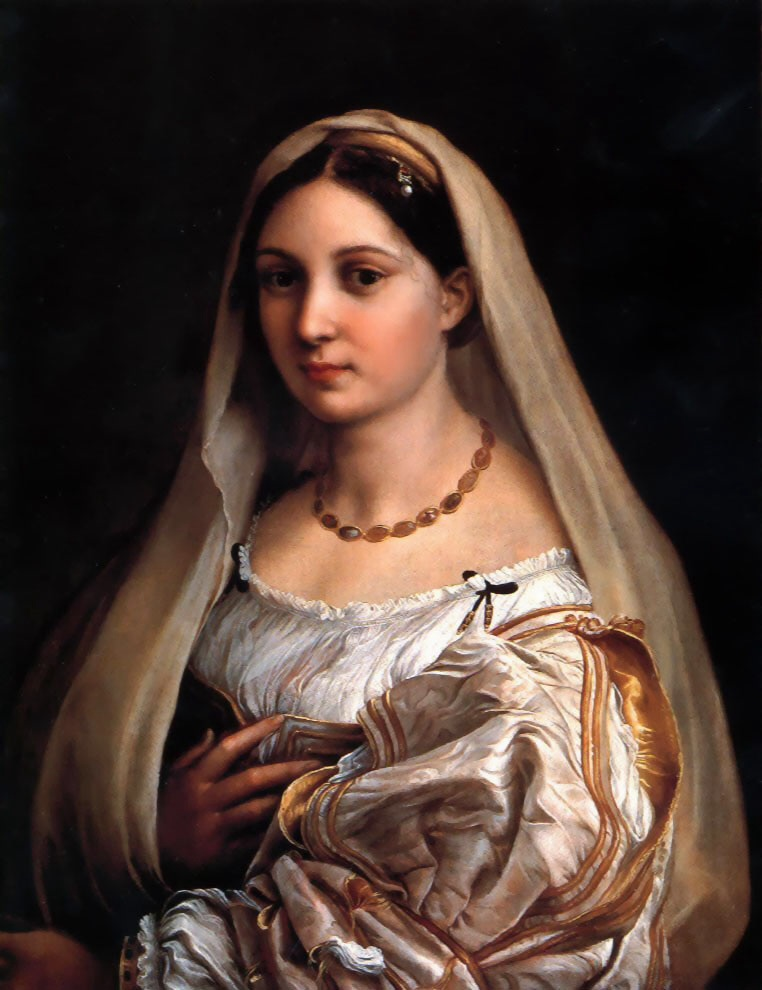
La Donna Velata
de Rafael, 1516, colecção Médici da Galeria Palatina

A Galeria Palatina, situada no primeiro andar do piano nobile é, talvez, a mais famosa das galerias, com um grande conjunto de mais de 500 importantes obras de pintores da Renascença, as quais faziam parte das colecções privadas dos Médici e dos seus sucessores. Esta galeria, que atravessa os apartamentos reais, contém trabalhos de Rafael Sanzio, Ticiano, Correggio, Rubens e Pietro da Cortona. A galeria mantém um carácter de colecção privada, com as obras de arte dispostas em grande parte como devem ter estado nas grandes salas para as quais foram idealizadas, em vez de estarem organizadas de seguindo uma sequência cronológica, ou de acordo com a escola de arte.
As salas mais admiráveis foram decoradas por Pietro da Cortona em puro estilo Barroco. Os bem recebidos afrescos de Cortona descrevendo a Idade do Ouro e a Idade da Prata na Salla della Stuffa foram pintados em 1637 e seguidos, em 1641 de mais dois dedicados à Idade do Cobre e à Idade do Ferro. Representam a confusão da vida e são consideradas obras primas do pintor.

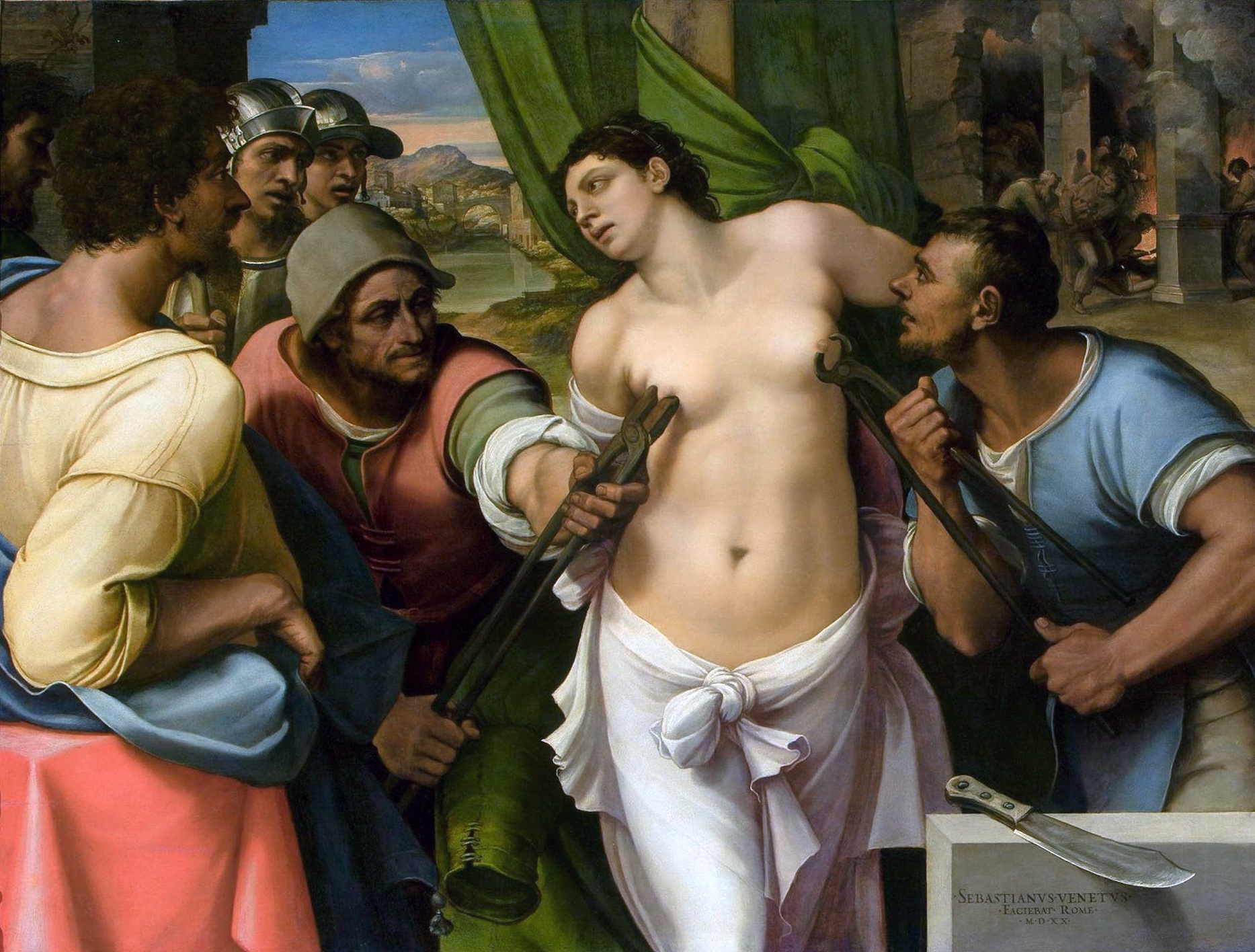
Martírio de Santa Ágata
por Sebastiano del Piombo, adquirido pelos Médici para o Palácio Pitti

Pietro da Cortona foi, consequentemente, convidado a decorar um conjunto de sete salas na frente do palácio. O tema para estes deveria ser a influência astrológica na vida do governante. Em 1647, quando Cortona deixou Florença, havia finalizado apenas três das salas, Marte, Júpiter e Vénus, as quais inspirariam, mais tarde as Salas dos Planetas no Palácio de Versalhes de Luís XIV, desenhadas por Charles Le Brun. As outras salas foram concluídas na década de 1660 por Ciro Ferri.
A colecção foi aberta ao público pela primeira vez, embora com alguma relutância, no final do século XVIII, pelo grão-duque Pedro Leopoldo, o primeiro governador ilustrado da Toscânia, o qual se encontrava desejoso de obter popularidade depois do fim dos Médici.

### Apartamentos Reais
Os apartamentos reais formam um conjunto de 14 salas, usadas formalmente pela família Casa de Médici e pelos seus sucessores. Estas salas têm sido muito alteradas desde a Era dos Médici, principalmente durante o século XIX, e contêm uma colecção de retratos dos Médici, muitos deles realizados por Giusto Sustermans.
Em contraste com os grandes salões da Galeria Palatina, muitas destas câmaras são pequenas e íntimas e, embora luxuosos e formais, estão mais de acordo com as necessidades quotidianas. Os reis da Itália usaram o Palácio Pitti como residência até 1920, pois embora este já tivesse sido convertido em museu, tinha algumas salas reservadas (actualmente a Galeria de Arte Moderna) para as suas visitas a Florença.

### Galeria de Arte Moderna

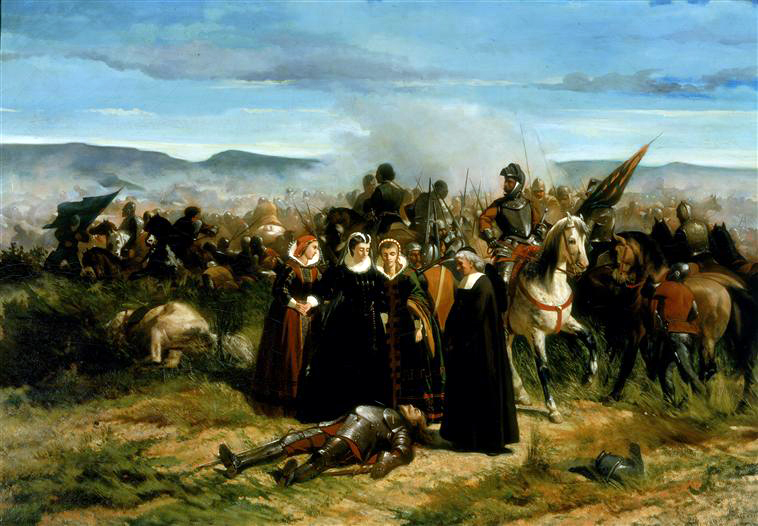
Maria Stuart em Crookstone por Giovanni Fattori na Galeria de Arte Moderna do Palácio Pitti.

Esta enorme colecção, que se estende por mais de 30 salas, inclui trabalhos de artistas do movimento Macchiaioli e de outras escolas italianas modernas do final do século XIX e início do século XX. As pinturas dos artistas Macchiaioli são de particular interesse, uma vez que estes pintores toscanos do século XIX, liderados por Giovanni Fattori foram os precursores do movimento impressionista. O título da Galeria de Arte Moderna pode parecer incorrecto a alguns, uma vez que as obras expostas nela expostas cobrem um período de 1700 aos primeiros anos de 1900. Não estão incluídos na colecção exemplos de arte mais recente. Isso deve-se ao facto de, na Itália, o termo "Arte Moderna" se referir ao período anterior à Segunda Guerra Mundial, sendo a arte do  período que se seguiu, geralmente, conhecida como "Arte Contemporânea". Na Toscânia, esta arte pode ser encontrada no Centro per l'arte contemporanea Luigi Pecci (Centro para a Arte Contemporânea Luigi Pecci) em Prato, uma cidade localizada a aproximadamente 15 quilómetros de Florença.

### Museu da Prata
O Museu da Prata, por vezes chamado de "O tesouro Médici", contém uma colecção de peças valiosas em prata, camafeus, trabalhos em gemas semipreciosas e ourivesaria da Antiguidade, pertencentes à colecção de Lourenço de Médici. Estas salas formavam parte dos apartamentos privados, decoradas com afrescos por pintores do século XVII como Giovanni di San Giovanni, entre 1635 e 1636. O Museu da Prata também possui um magnífico conjunto de prata alemã, doada pelo grão-duque Fernando III da Toscana depois do seu regresso do exílio, em 1815, no seguimento da ocupação francesa.

### Museu da Porcelana

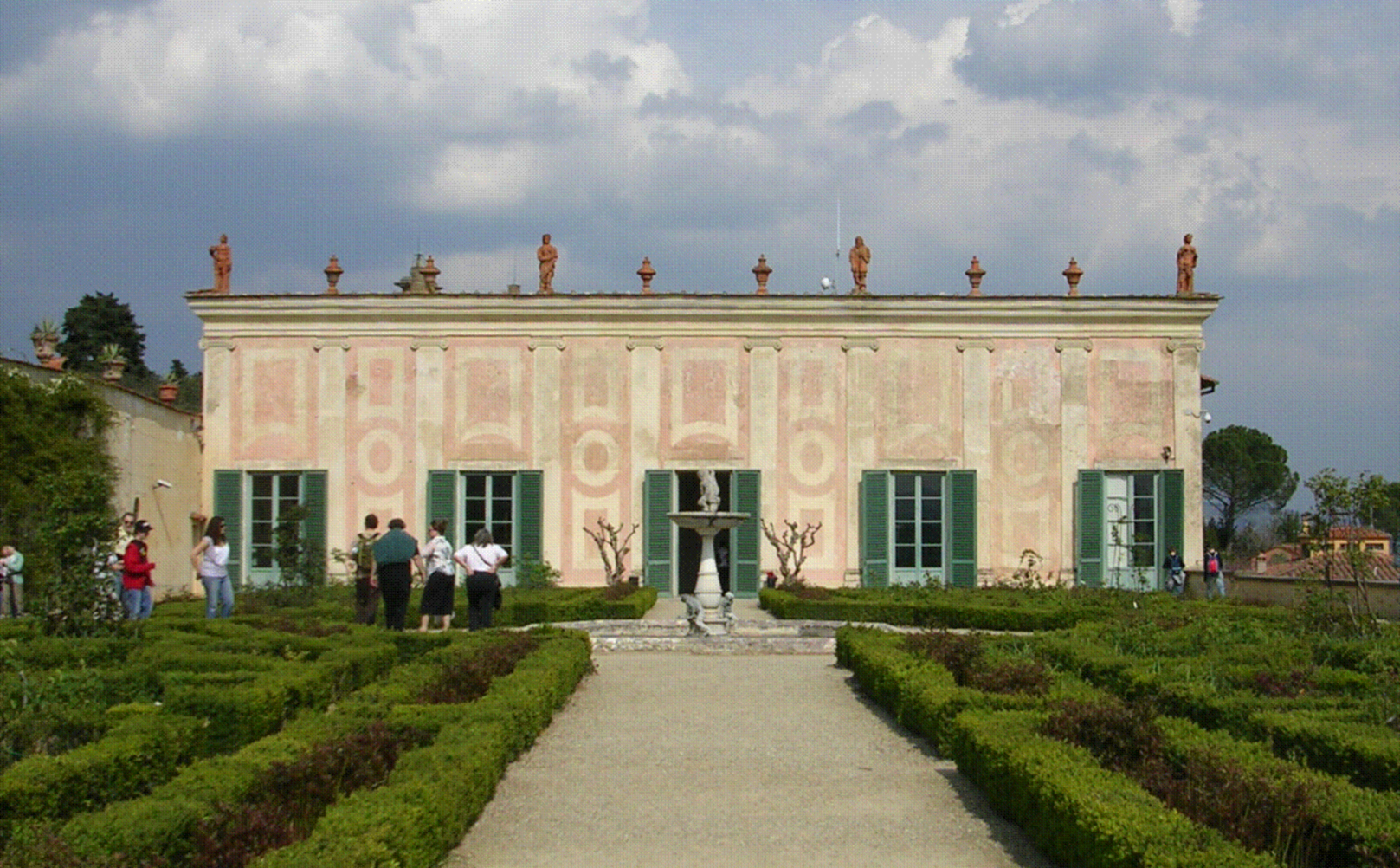
O Casino del Cavaliere, nos Jardins do Bóboli, alberga actualmente o Museu da Porcelana.

Tendo aberto ao público pela primeira vez em 1973, o Museu da Porcelana está instalado no Casino del Cavaliere, nos Jardins do Bóboli. A peças de porcelana são provenientes de várias das mais notáveis fábricas de porcelana europeias, com Sèvres e Meissen (próximo de Dresden) bem representadas. Muitos dos elementos desta colecção foram oferecidos aos governantes florentinos por outros soberanos europeus, enquanto que outros trabalhos foram encomendados propositadamente para a corte do grão-duque. De particular interesse são vários grandes serviços de jantar da fábrica de Vincennes, mais tarde rebaptizada de Sèvres, e uma colecção de pequenas miniaturas em biscuit.

### Galeria do Traje
A Galeria do Traje, situada numa ala do palácio conhecida por "Palazzina della Meridiana", contém uma colecção de figurinos teatrais datados desde o século XVI até ao presente. É, também, o único museu da Itália a detalhar a história da moda italiana. Sendo uma das mais recentes colecções do palácio, foi fundada em 1983 por Kristen Aschengreen Piacenti. A galeria expõe, adicionalmente aos trajes teatrais, artigos de vestuário usados entre o século XVIII e a actualidade. Algumas das peças exibidas são peculiares do Palácio Pitti; entre estas incluem-se as vestes funerárias quinhentistas do grão-duque Cosmo I, da sua esposa, Leonor de Toledo e do seu filho Garcia, os dois últimos vitimados pela malária. Os seus corpos devem ter sido vestidos para o funeral de Estado com roupas mais refinadas, antes de serem vestidos com roupas mais simples para o enterro. A galeria exibe também uma colecção de joias de traje de meados do século XX. A Sala Meridiana, originalmente, ostentava um funcional instrumento meridiano solar, incorporado na decoração de afrescos por Anton Domenico Gabbiani.

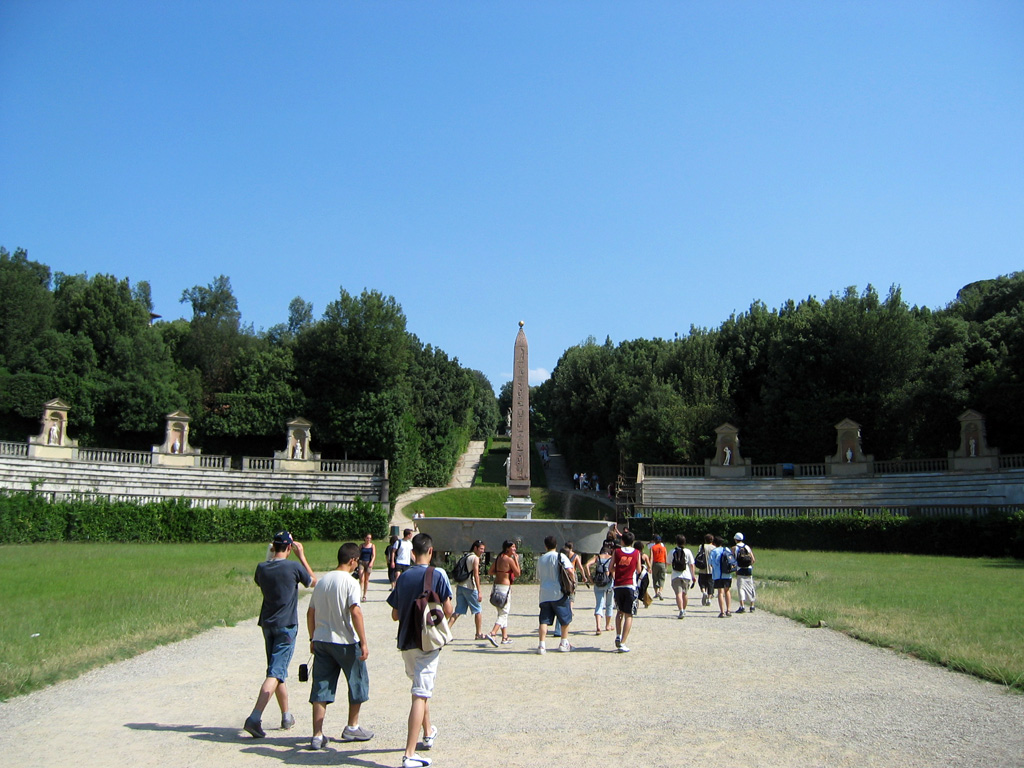
A via pedonal que conduz ao anfiteatro dos Jardins do Bóboli.

### Museu dos Coches
Situado no piso térreo do palácio, o Museu dos Coches exibe carruagens e outros transportes usados pela corte grã-ducal, principalmente nos séculos XVIII e XIX. Algumas destas carruagens são altamente decorativas, sendo adornadas não só com dourados, mas também com pinturas de paisagens nos seus painéis. As que foram usadas nas ocasiões mais importantes, como a "Carrozza d'Oro" (Carruagem de Ouro) são encimadas por coroas de ouro, as quais deveriam indicar o lugar e a posição dos seus ocupantes. Outros pontos de interesse são as caleches do rei das Duas Sicílias, do arcebispo de Florença e de outros dignitários florentinos.

## O Palácio Pitti na actualidade

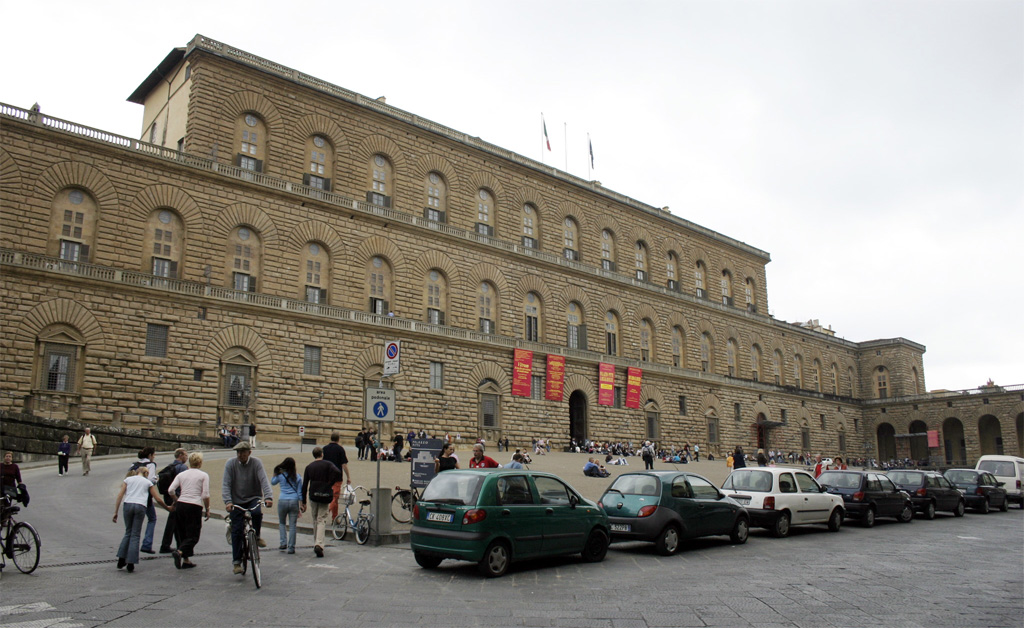
O Palácio Pitti; um centro de exibições e atracção turística. Fotografado em 2005 a partir da Piazzale Pitti (Praça Pitti).

Em comparação com muitos dos maiores palácios italianos, o exterior do Palácio Pitti não se destaca à primeira vista: o palácio não tem a imponência e impressionante presença do Reggia di Caserta, as características de cidadela do Palazzo Reale di Torino, nem a elegância do Palazzo Reale di Napoli ou do Palácio do Quirinal, o palácio dos Papas em Roma e mais tarde palácio real, ambos com fachadas de Domenico Fontana. O mérito da arquitectura do Palácio Pitti reside na sua grande severidade e simplicidade. Um tema arquitectónico contínuo usado ao longo de quatro séculos produziu massivas mas ao mesmo tempo impressionantes elevações e fachadas que negam a longa evolução e história da estrutura. A arquitectura prende a atenção em virtude do tamanho, força e reflexo da luz do Sol nos vidros e pedras, ligado ao tema repetitivo, quase monótono. A ornamentação e elegância do desenho ficam em segundo plano na vasta e sólida massa dos trabalhos de pedra rusticados, realçados somente pela frequência das seteiras das janelas arcadas. Como em muitos palácios italianos, é necessário entrar no edifício para apreciar realmente a sua arquitectura.

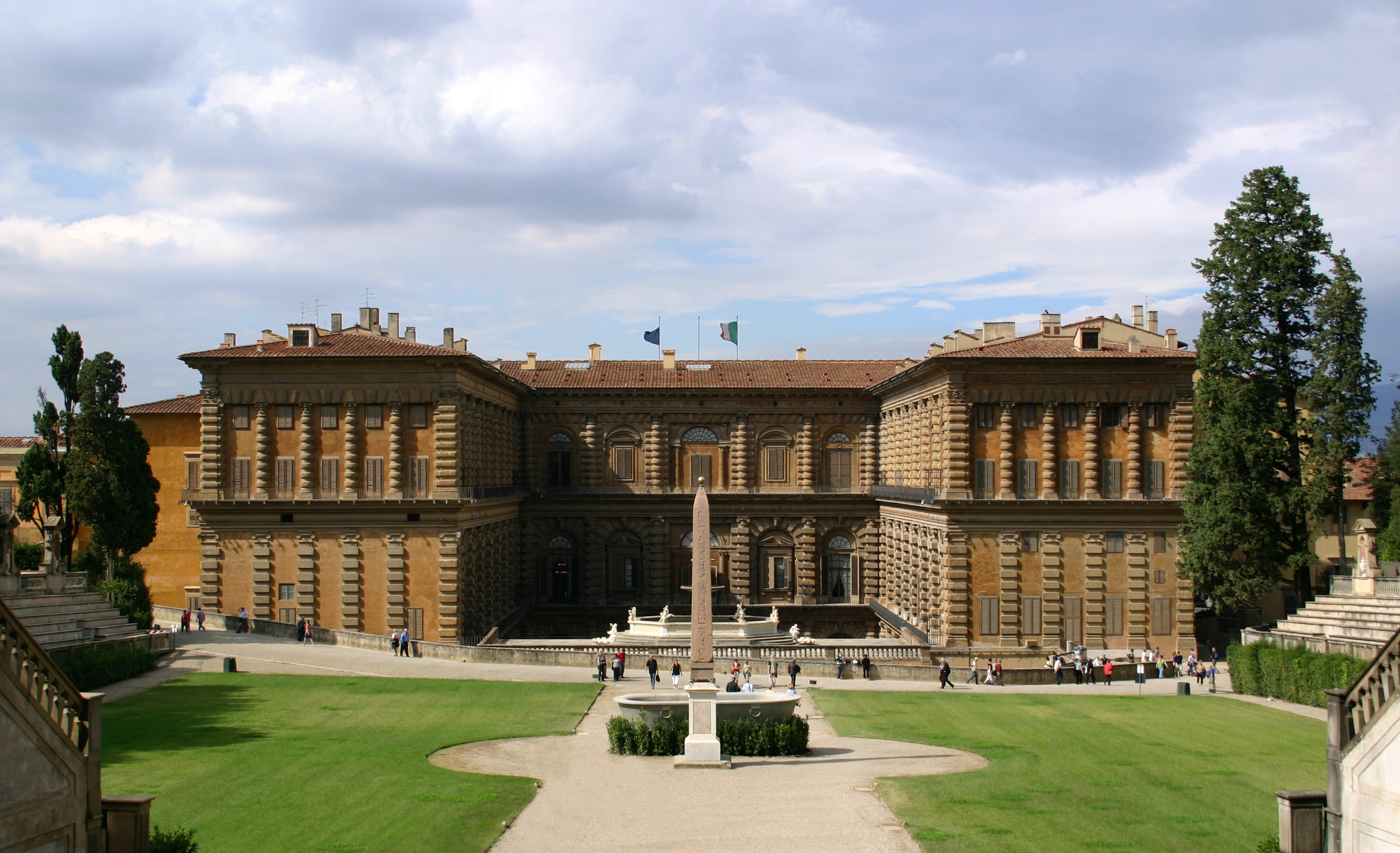
A fachada do jardim, oposta ao anfiteatro do Jardim do Bóboli.

O controle do Palácio Pitti, actualmente transformado uma adaptação a museu a partir de um palácio Real, está nas mãos do estado italiano através do Polo Museale Fiorentino (Polo Museológico Florentino), uma instituição que administra vinte museus, incluindo os Uffizi, e ultimamente está responsável por 250.000 obras de arte catalogadas. Apesar da sua metamorfose de residência real em propriedade pública, o palácio, situado no seu local elevado com vista privilegiada de Florença, ainda retém o aspecto e atmosfera de uma colecção privada numa grande casa. Isto também se deve, em grande parte, à organização Amici di Palazzo Pitti (Amigos do Palácio Pitti), um grupo de voluntários e patronos fundado em 1996, a qual recolhe fundos e dá sugestões para a manutenção do palácio e das colecções, além de colaborar na melhoria contínua da exposição visual.
Actualmente, com os seus seis séculos de existência, o Palácio Pitti está mais esplêndido e melhor conservado que em qualquer outra época da sua história. Florença recebe mais de cinco milhões de visitantes por ano e, para muitos destes, o Palácio Pitti constitui uma paragem obrigatória. Desta forma, o palácio continua a impressionar os visitantes com os esplendores de Florença, o propósito para o qual foi originalmente construído.